# 加島銀行
加島銀行（かじまぎんこう）は、かつて日本に存在した銀行。

## 概要
1888年（明治21年）、大阪の豪商・加島屋久右衛門家を母体に設立。本店を大阪府大阪市に置いた。
明治・大正期は有力都市銀行として順調に業績を伸ばし、店舗を全国に拡大したものの、昭和金融恐慌 （1927年） および昭和恐慌 （1930年-1931年） のあおりを受けて経営危機に陥り、1937年（昭和12年）に廃業。

## 沿革

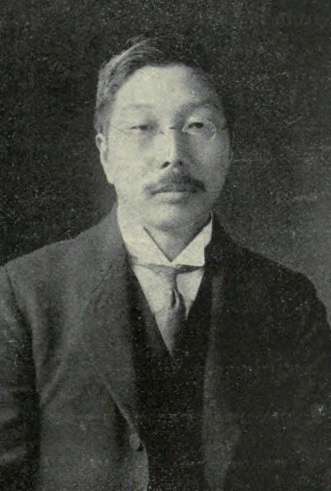
加島銀行東京店支配人から理事、常務取締役を務めた星野行則

- 1888年（明治21年） - 合資会社加島銀行設立。
- 1895年（明治28年） - 加島貯蓄銀行設立。
- 1916年（大正5年） - 個人事業の道源銀行を買収。
- 1917年（大正6年） - 株式会社加島銀行に改組。
- 1921年（大正10年） - 加島貯蓄銀行株式会社を合併。
- 1924年（大正13年） - 合資会社星島銀行を買収。
- 1928年（昭和3年） - 店舗の一部を川崎第百銀行と第一合同銀行に譲渡。
- 1929年（昭和4年） - 鴻池銀行・山口銀行（現在の山口銀行とは別会社）・野村銀行の3行に分割承継。
- 1937年（昭和12年） - 銀行業務を廃止。三光株式会社に改称。

## 廃業当時の店舗（譲渡先別）
- 川崎第百銀行 （現在の三菱UFJ銀行） ： 四谷・青山・三ノ輪（東京都）、岡山・岡山西・西大寺町（岡山市）、福山・広島（広島県）、徳山（山口県）
- 第一合同銀行 （現在の中国銀行） ： 藤戸・下村・田の口・玉島 （岡山県倉敷市）
- 鴻池銀行 （現在の三菱UFJ銀行） ： 福島・松屋町・船場・天満・阿波座・堀江・大国町・中本町・堺（大阪府）、兵庫（兵庫県）
- 山口銀行 （現在の三菱UFJ銀行） ： 下京（京都府）、本店・南・池田・茨木・高槻（大阪府）
  - 唯一池田支店のみ当時の建物が現存。
- 野村銀行 （現在のりそな銀行） ： 東京、京都、道頓堀・川口・大正橋・北・上本町・梅田・築港・枚方・住道（大阪府）、神戸・葺合・尼崎（兵庫県）

## 関連する人物
- 広岡久右衛門正秋 - 初代頭取。加島屋久右衛門家・九代目当主。
- 広岡信五郎 - 相談役。広岡久右衛門正秋の兄。
- 広岡浅子 - 明治・大正期の実業家。広岡信五郎の妻。NHK連続テレビ小説 『あさが来た』 のヒロインのモデル。
  - 『あさが来た』 では、主人公らが 「加野銀行」 を設立する。
- 中川小十郎 - 初代理事。京都法政学校（現在の立命館大学）創立者。
- ウィリアム・メレル・ヴォーリズ - 京都支店（1921年）・名古屋支店（1924年）・北陸支店（1926年）の店舗を設計。